# PragueのPrivate Planet
PragueのPrivate Planet（プラハのプライベートプラネット）は2009年7月7日から2011年6月24日まで、cross fmでオンエアされていた番組。

放送時間は金曜23:00～24:00。

## ナビゲーター
- Prague

## 概要
ロックバンドのPragueの3人がナビゲートする番組。
3人のゆるいトークが話題となっている。
不定期でゲストが登場。
2009年7月から2010年3月までは放送時間が毎週火曜日の同時間帯だった。

## 主なコーナー
プラハ・温泉
メンバーが一つのトークテーマをもとに話すコーナー。
サウンド・コンシェルジュ
あるテーマに沿って、メンバーが選曲するコーナー。

## 過去のコーナー
と～んち!クイズしよ！
リスナーからとんちクイズを募集し、メンバーが解答するコーナー。
リスナーからの出題メールが来なくなったため2010年4月をもって終了となった。